# Уклеба, Кирилл Никифорович
Кирилл Никифорович Уклеба (1913—1997) — майор Советской армии, участник Великой Отечественной войны, Герой Советского Союза (1945).

## Биография
Родился 28 декабря 1913 года в селе Курсеби (ныне — Ткибульский муниципалитет Грузии). После окончания десяти классов школы и Грузинского индустриального института проживал и работал в Северодвинске. В 1941 году Уклеба был призван на службу в Рабоче-крестьянскую Красную Армию. В 1942 году он окончил Борисовское военно-инженерное училище. С октября того же года — на фронтах Великой Отечественной войны. В боях три раза был ранен.
К январю 1945 года гвардии капитан Кирилл Уклеба командовал 15-м гвардейским отдельным сапёрным эскадроном 14-й гвардейской кавалерийской дивизии 7-го гвардейского кавалерийского корпуса 1-го Белорусского фронта. Отличился во время освобождения Польши. В январе 1945 года эскадрон Уклебы принимал активное участие в прорыве немецкой обороны с Пулавского плацдарма, проводил разведку путей продвижения частей дивизии, строил мосты и переправы через Пилицу, Варту и Одер.
Указом Президиума Верховного Совета СССР от 27 февраля 1945 года за «образцовое выполнение боевых заданий командования на фронте борьбы с немецкими захватчиками и проявленные при этом мужество и героизм» гвардии капитан Кирилл Уклеба был удостоен высокого звания Героя Советского Союза с вручением ордена Ленина и медали «Золотая Звезда» за номером 5791.
В 1946 году в звании майора Уклеба был уволен в запас. Проживал и работал в Тбилиси. Скончался в 1997 году, похоронен в Тбилиси.
Заслуженный строитель Грузинской ССР. Был также награждён орденами Октябрьской Революции, Красного Знамени, двумя орденами Отечественной войны 1-й степени, двумя орденами Отечественной войны 2-й степени, орденами Трудового Красного Знамени и Красной Звезды, рядом медалей.